# Club Atlético de Madrid (Fútbol sala)
En 1962, el Atlético de Madrid jugó el primer partido de fútbol-sala en España, el encuentro se jugó en el Palacio de los Deportes de Madrid, entre los rojiblancos y el Bandeirantes de Portugal, el resultado finalizó con la victoria del equipo portugués por 5-4.

## Atlético Madrid-Leganés
En la temporada 1995/96, el Atlético de Madrid contó con una equipo de fútbol-sala masculino. El Club rojiblanco adquirió la plaza de Magister Leganés, apadrinado por Juan Bautista Santos Murcia, alma mater del equipo. El Atlético aportó su nombre, su publicidad y los ingresos atípicos. El Atlético Madrid-Leganés militó  en la Liga Nacional de Fútbol-Sala, máxima categoría en España. El Pabellón de Europa (leganés) fue el escenario de los partidos como local. Santos Murcia ejerció como mánager general; Montserrat Rodríguez fue designada presidenta de honor; y el brasileño Augusto Da Silva se encargó de preparar al equipo. Los brasileños Valter Pereira "batinho" y Carlos Nascimiento "Pol" fueron las estrellas de una plantilla que se completó con los siguientes jugadores españoles; Dani, Gustavo, Tito, Arroyo, Vallejo, David Pintado, Roberto, Tomás, Tito y Cecilio. El Atlético Madrid-Leganés se mantuvo en la Liga Nacional de Fútbol-Sala, si bien el club madrileño desestimó seguir en el fútbol-sala al término de la temporada.

## negociaciones Inter Movistar
En mayo del 2016, Miguel Ángel Gil Marín, consejero delegado y principal accionista del Atlético de Madrid, y José María García, propietario del Inter Movistar, mantienen negociaciones avanzadas tendentes a un acuerdo de colaboración entre ambas entidades. El acuerdo en cuestión supondría el regreso del Atlético al fútbol sala. Aunque las negociaciones con el Inter comenzaron meses atrás y se encontrarían muy avanzadas y su fusión, en los términos que fuesen, permitiría a la entidad de José María García una salida a la encrucijada de futuro en que se encuentra además de permitirle competir económicamente, renovación de Ricardinho incluida, con el Inter Movistar